# Paige Madden
Paige Madden, född 22 oktober 1998, är en amerikansk simmare.

## Karriär
Vid de olympiska sommarspelen 2020 tog Madden silver på 4x200 meter frisim. Vid Världsmästerskapen i kortbanesimning 2021 tog hon brons på 200 meter frisim och ingick i det amerikanska laget som tog silver på 4x200 meter frisim.